# Canon PowerShot G15
G12 G16
Le Canon PowerShot G15 est un appareil photographique compact numérique annoncé par Canon en septembre 2012.

## Nouvelle série G
Le G1 X introduit en février 2012 est le premier appareil de la nouvelle série G annoncée par Canon ; il est équipé d'un capteur 1,5" pour de meilleures performances.